# ディス・イズ・マイ・ライフ
ディス・イズ・マイ・ライフ （This Is My Life）は、メグ・ウォリツァーの「This Is Your Life」（日本では公開前に映画題で扶桑社から出版）を原作とした、1992年のアメリカ合衆国の映画。ノーラ・エフロンが始めて長編映画の監督を行った作品でもある。

## 概要
2人の娘を持つ母が、コメディアンの仕事と2人の娘の子育てに奮闘する姿を描いたコメディ・ドラマ映画。この作品の監督、脚本、制作、原作はすべてが女性である。また、脚本をノーラ・エフロンとその妹であるデリア・エフロンが共同で担当している。

## あらすじ
テレビのトークショーのスターになることを夢見つつデパートで働くドティ・インゲルスは、年頃の娘エリカとオパールの三人で叔母の家に居候していたが、叔母の急死により家を売り、マンハッタンへ引っ越す。エージェントのアーノルド・モスとクローディア・カーティスの助けを借りて、ドティはクラブでのスタンダップコメディの仕事を順調にこなし、人気も徐々に上がっていくが、仕事ばかり優先していたために娘らとの間に距離が生まれてゆく。

## キャスト
- ドティ・インゲルス…ジュリー・カヴナー（藤田淑子）
- エリカ・インゲルス…サマンサ・マシス（田中真弓）
- オパール・インゲルス…ギャビー・ホフマン（横山智佐）
- ノーマン・インゲルス…ルイス・ディ・ビアンコ（中庸助）
- マーサ・インゲルス…キャロライン・アーロン（磯辺万沙子）
- ハリエット叔母さん…エステル・ハリス（相生千恵子）
- アーノルド・モス…ダン・エイクロイド（納谷六朗）
- クローディア・カーティス…キャリー・フィッシャー（さとうあい）
- リン…ウェルカー・ホワイト（氷上恭子）
- アンジェラ…キャシー・ナジミー
- エド…ボブ・ネルソン（辻親八）
- デニス…ティム・ブレイク・ネルソン（宮本充）
- エージェント…ビリー・ヴァン（金尾哲夫）